# Zolotaja retjka
Zolotaja retjka (russisk: Золотая речка) er en sovjetisk spillefilm fra 1976 af Veniamin Dorman.

## Medvirkende
- Boris Smortjkov som Aleksej Kumanin
- Aleksandr Abdulov som Boris Rogov
- Aleksandr Kajdanovskij som Kirill Zimin
- Viktor Sergatjov som Jefim Subbota
- Jevgenija Simonova som Tasja Smelkova